# Eevie Demirtel
Eevie Demirtel (* 1982 in Frankfurt am Main) ist eine deutsche Roman- und Fantasy-Schriftstellerin.

## Leben
Eevie Demirtel begann ein Studium in Archäologie, Anglistik und Germanistik an der Johann Wolfgang Goethe-Universität Frankfurt am Main, welches sie zugunsten einer Ausbildung zur Buchhändlerin abbrach. Nachdem sie ihre ersten „Romane aus der Welt Aventuriens“ geschrieben hatte, wurde sie 2011 Redakteurin bei Ulisses Spiele in Waldems, die sie Ende 2017 wieder verließ. Sie war dort Assistentin der Verlagsleitung und arbeitete am Rollenspielsystem Das Schwarze Auge mit. Demirtel wohnt in London.

## Werke
Romane
- Khunchomer Pfeffer – Schattenflüstern: Das Schwarze Auge Roman Nr. 104, 2008, erschienen bei Fantasy Productions, ISBN 3-86889-167-6 (mit Marco Findeisen)
- Khunchomer Pfeffer – Tod auf dem Mhanadi. : Das Schwarze Auge Roman Nr. 136, 2011, erschienen bei Ulisses Spiele, ISBN 3-86889-810-7 (mit Marco Findeisen)
- Die Türme von Taladur IV – Tanz der Türme.: Das Schwarze Auge: Roman Nr. 143, 2012, erschienen bei Ulisses Spiele, ISBN 3-86889-211-7
- Eis und Dampf – Eine Steampunk-Anthologie. Feder & Schwert, Mannheim 2013, ISBN 978-3-86762-200-4

Spielhilfen, Regional- und Themenbände, Abenteuer
- Rahja-Vademecum. Das Schwarze Auge: Hintergrundbände für Aventurien, 2012, erschienen bei Ulisses Spiele, ISBN 3-86889-225-7
- Auf gemeinsamen Pfaden (als Autorin), Ulisses, ISBN 978-3-86889-193-5
- Elementare Gewalten (Autorin/Redaktion), Ulisses, ISBN 978-3-86889-238-3
- Drachenschatten (mit Marco Findeisen und Denny Vrandecic), Ulisses, ISBN 978-3-940424-31-0
- An fremden Gestaden (Beiträge), Ulisses, ISBN 978-3-86889-229-1